# بيتي يبرش
بيتي يبرش (بالإنجليزية: Betty Burch)‏ هي منافسة ألعاب القوى أمريكية، ولدت في 3 يناير 1911، وتوفيت في 1983.

## وصلات خارجية
- بيتي يبرش على موقع أوليمبيديا (الإنجليزية)